# Stenoderus quietus
Stenoderus quietus är en skalbaggsart som beskrevs av Newman 1857. Stenoderus quietus ingår i släktet Stenoderus och familjen långhorningar. Inga underarter finns listade i Catalogue of Life.